# Loss Identification Period
Die Loss Identification Period (abgek.: LIP) ist ein Faktor bei der Berechnung der Portfoliowertberichtigung nach IAS/IFRS und der Errechnung des „Incurred Loss“ (eingetretener Verlust), einer Kennzahl im Rechnungslegungsstandard IAS. Er beschreibt den Zeitraum vom Ausfall des Kreditnehmers bis zur Wahrnehmung des Ausfalls durch das Kreditinstitut.

## Definition
Für die Risikoermittlung nach IAS ist auf den Zeitraum abzustellen, der zwischen Eintritt und Bekanntwerden des Verlustereignisses liegt. 
Konkret bedeutet dies, dass zwischen dem Eintritt eines Verlustereignisses beim Kreditnehmer und der Identifikation durch ein Kreditinstitut im Rahmen der individuellen Beurteilung ein Zeitintervall liegt. Dieses Zeitintervall bzw. der Zeitraum vom Ausfall des Kreditnehmers bis zur Wahrnehmung dieses Ausfalls durch das Kreditinstitut wird als „Loss Identification Period“ (LIP) bezeichnet.
Der LIP liegt bei max. „1“ (= ein Jahr). Längere Zeiträume werden im Allgemeinen von den Wirtschaftsprüfern nicht akzeptiert.

## Portfolio-Wertberichtigungs-Formel
PoWB = max{IA - S * EQ, 0.0} * (1 - EBQ) * PD * LIP
- IA = Gesamt-Brutto-Inanspruchnahme + unwiderrufliche Kreditzusagen
- S = Sicherheiten
- EQ = Erlösquote
- EBQ = Einbringungsquote
- PD = Probability of Default (Ausfallwahrscheinlichkeit)
- LIP  = „Loss Identification Period“ = tatsächlicher, jedoch noch nicht zur Kenntnis gelangter Ausfall zum Betrachtungszeitpunkt